# 补料分批发酵
饋料批式發酵法（fed-batch fermentation）或稱补料分批发酵、分批補料發酵即在發酵期間每隔一段時間補充新鮮培養液到發酵槽中，多年來生技產業都是以這種方式生產重要生物製劑藥，如抗體藥。好處是不需要複雜的饋料操作方式，培養過程中細胞成長可以得到較好的控制，確保其產出的大分子蛋白質藥的結構不會改變太多，這也是多年來法規單位較認可的生產模式。
與連續流動攪拌反應器(continuous reactor)不同之處在於不會持續移除培養基。